# Žoržeta Čolakova
Žoržeta Čolakova (bulharsky Жоржета Чолакова, * 1959) je bulharská bohemistka.

## Život
V roce 1978 absolvovala francouzskou jazykovou školu Romaina Rollanda ve Staré Zagoře. V roce 1982 úspěšně dokončila studium slovanské filologie (bohemistiky) na Plovdivské univerzitě. V roce 1983  vyučovala jeden semestr český jazyk na Institutu mezinárodního cestovního ruchu v Burgasu.
Od r. 1984 učí dějiny české literatury a dějiny slovanských literatur na Plovdivské univerzitě. V r. 1993 оbhájila disertační práci na Karlově univerzitě, která byla knižně vydána (Český surrealismus 30. let. Struktura básnického obrazu, Praha : Karolinum, 1999). Výsledkem jejích dlouholetých badatelských zájmů o české avantgardě je její habilitační práce (Лицата на човека в поезията на чешкия авангардизъм, Plovdiv : Makros 2000, 1993). Je autorkou více než 60 článků, které byly publikovány v odborných sbornících a časopisech v Česku, Francii, Rumunsku, Slovensku, Polsku, Rakousku, Bulharsku.
Přednášela na různých evropských univerzitách: na Karlově univerzitě, Masarykově univerzitě, Univerzitě v Aix-en-Provence, Sorbonně (Paris-4), Univerzitě v Toruni.
Trvale se zabývá překladem poezie především české, ale také francouzské. Knižně byly vydány v jejím překladu Máchův Máj (1993, 2000) a Testamenty Vladimíra Křivánka (1997). Časopisecky vyšly její překlady básní Nezvalových, Seifertových, Bieblových, Březinových, Sovových aj.
V r. 2004 založila časopis Slovanské dialogy, který je orgánem Filologické fakulty Plovdivské univerzity. Od této doby až po dnes je jeho šéfredaktorkou.
Zastávala řadu různých administrativních funkcí na Plovdivské univerzitě: vedoucí katedry slavistiky (2003–2008 a od r. 2011), proděkanka pro vědu a výzkum (2007–2010). Od r. 2011 je prorektorkou Plovdivské univerzity.